# 大紫红景天
大紫红景天（学名：Rhodiola atropurpurea）为景天科红景天属下的一个种。

## 扩展阅读
- 維基物種上的相關：大紫红景天